# Oedicentra albipennis
Oedicentra albipennis là một loài bướm đêm trong họ Geometridae.